# Chích đớp ruồi đuôi phẳng
Seicercus soror là một loài chim trong họ Phylloscopidae.